# Proacidalia albomaculata
Proacidalia albomaculata är en fjärilsart som beskrevs av Hans Rebel. Proacidalia albomaculata ingår i släktet Proacidalia och familjen praktfjärilar. Inga underarter finns listade i Catalogue of Life.